# Либаново
Либаново (грч. Αιγίνιο, Егинио) је град и седиште општине Пидна-Колиндрос у периферији Средишња Македонија, Грчка. Према попису из 2021. године било је 3.683 становника.
Либаново је било словенско насеље у којем се говорило словенски 1895. када је место посетио немачки лингвиста Густав Вајганд. Према бугарском географу и историчару, Василу Канчову, Либаново припада словенским насељима која се пружају уз десну обалу реке Бистрице до ушћа у Егејско море, које је у процесу хеленизације. Либаново је 1913. године имало 463 житеља. После 1923. године насељено је 417 грчких избегликих породица, укупно 1.810 особа. На попису из 1928. године Либаново је имало 2.536 становника.